# Torneo Uncaf Sub-17 de 2022
El Torneo Uncaf Sub-17 de 2022 fue un torneo internacional que reunió a seis países centroamericanos y de invitados especiales a México y Cuba.

## Formato
Los equipos se dividen en dos grupos, en un formato que esta establecido en un todos contra todos, los dos primeros lugares de cada grupo avanzan a la final en un partido único.

## Equipos participantes
| Equipos participantes | Equipos participantes | Equipos participantes | Equipos participantes |
| --------------------- | --------------------- | --------------------- | --------------------- |
| Costa Rica            | Guatemala             | México                | Nicaragua             |
| Panamá                | Honduras              | El Salvador           | Cuba                  |

## Fase de grupos

### Grupo A
| Selección   | Pts. | PJ | PG | PE | PP | GF | GC |
| ----------- | ---- | -- | -- | -- | -- | -- | -- |
| Honduras    | 9    | 3  | 3  | 0  | 0  | 9  | 1  |
| Panamá      | 6    | 3  | 2  | 0  | 1  | 4  | 2  |
| El Salvador | 3    | 3  | 1  | 0  | 2  | 5  | 9  |
| Cuba        | 0    | 3  | 0  | 0  | 3  | 4  | 10 |

| 17 de octubre de 2022 | Panamá | 2:1 | El Salvador | Centro de Alto Rendimiento de Olimpia, Tegucigalpa |  |
|                       |        |     |             | Árbitro(s): Jorge Ojeda                            |  |

| 17 de octubre de 2022 | Honduras | 4:1 | Cuba | Centro de Alto Rendimiento de Olimpia, Tegucigalpa |  |
|                       |          |     |      | Árbitro(s): Víctor Caliz                           |  |

| 19 de octubre de 2022 | Cuba | 0:2 | Panamá | Centro de Alto Rendimiento de Olimpia, Tegucigalpa |  |
|                       |      |     |        | Árbitro(s): Juan Morales                           |  |

| 19 de octubre de 2022 | Honduras | 4:0 | El Salvador | Centro de Alto Rendimiento de Olimpia, Tegucigalpa |  |
|                       |          |     |             | Árbitro(s): Joaquín Vizcarra                       |  |

| 21 de octubre de 2022 | El Salvador | 4:3 | Cuba | Centro de Alto Rendimiento de Olimpia, Tegucigalpa |  |
|                       |             |     |      | Árbitro(s): Jorge Ojeda                            |  |

| 21 de octubre de 2022 | Honduras | 1:0 | Panamá | Centro de Alto Rendimiento de Olimpia, Tegucigalpa |  |
|                       |          |     |        | Árbitro(s): Joaquín Vizcarra                       |  |

### Grupo B
| Selección  | Pts. | PJ | PG | PE | PP | GF | GC |
| ---------- | ---- | -- | -- | -- | -- | -- | -- |
| México     | 7    | 3  | 2  | 1  | 0  | 10 | 3  |
| Costa Rica | 6    | 3  | 2  | 0  | 1  | 6  | 5  |
| Guatemala  | 3    | 3  | 1  | 0  | 2  | 8  | 10 |
| Nicaragua  | 1    | 3  | 0  | 1  | 2  | 2  | 8  |

| 17 de octubre de 2022 | Costa Rica | 3:2 | Guatemala | Centro de Alto Rendimiento de Olimpia, Tegucigalpa |  |
|                       |            |     |           | Árbitro(s): Walder García                          |  |

| 17 de octubre de 2022 | México | 1:1 | Nicaragua | Centro de Alto Rendimiento de Olimpia, Tegucigalpa |  |
|                       |        |     |           | Árbitro(s): Jorge Leira                            |  |

| 19 de octubre de 2022 | Nicaragua | 1:3 | Costa Rica | Centro de Alto Rendimiento de Olimpia, Tegucigalpa |  |
|                       |           |     |            | Árbitro(s): Tony Garay                             |  |

| 19 de octubre de 2022 | Guatemala | 2:7 | México | Centro de Alto Rendimiento de Olimpia, Tegucigalpa |  |
|                       |           |     |        | Árbitro(s): Julio Guity                            |  |

| 21 de octubre de 2022 | Nicaragua | 0:4 | Guatemala | Centro de Alto Rendimiento de Olimpia, Tegucigalpa |  |
|                       |           |     |           | Árbitro(s): Kelvin Pineda                          |  |

| 21 de octubre de 2022 | Costa Rica | 0:2 | México | Centro de Alto Rendimiento de Olimpia, Tegucigalpa |  |
|                       |            |     |        | Árbitro(s): Jorge Leira                            |  |

## Fase final

### Séptima posición
| 23 de octubre de 2022 | Nicaragua | 6:3 | Cuba | Centro de Alto Rendimiento de Olimpia, Tegucigalpa |  |
|                       |           |     |      | Árbitro(s): Juan Morales                           |  |

### Quinta posición
| 23 de octubre de 2022 | El Salvador | 0:1 | Guatemala | Centro de Alto Rendimiento de Olimpia, Tegucigalpa |  |
|                       |             |     |           | Árbitro(s): Kelvin Pineda                          |  |

### Tercera posición
| 23 de octubre de 2022 | Costa Rica | 1:0 | Panamá | Centro de Alto Rendimiento de Olimpia, Tegucigalpa |  |
|                       |            |     |        | Árbitro(s): Julio Guity                            |  |

### Final
| 23 de octubre de 2022 | Honduras | 2:2 (4:3 p.) | México | Centro de Alto Rendimiento de Olimpia, Tegucigalpa |  |
|                       |          |              |        | Árbitro(s): Walder García                          |  |

|                              |
| Bandera de Honduras          |
| Campeón Honduras 1.er título |

## Cobertura
| Región / País  | Cadena (s) |
| -------------- | ---------- |
| América Latina | FIFA+      |